# 光が丘町
光が丘町（ひかりがおかまち）は、群馬県前橋市の地名。郵便番号は371-0833。2013年現在の面積は0.14km2。

## 地理
前橋市の西部に位置する。もとはこの地域が「小相木団地」と呼ばれており、光が丘町になる前の1965年9月に前橋工業団地造成組合によって住宅団地・分譲地として造成されたため、現在でも住宅が多くある

## 歴史
1969年に小相木町、後家町、上新田町の各一部が合併し成立した地名である。

### 年表
- 1965年 前橋工業団地造成組合によって住宅団地・分譲地として造成される。
- 1969年 小相木町、後家町、上新田町の各一部が合併し成立する。

## 世帯数と人口
2017年（平成29年）8月31日現在の世帯数と人口は以下の通りである。
| 町丁     | 世帯数  | 人口  |
| -------- | ------- | ----- |
| 光が丘町 | 329世帯 | 715人 |

## 小・中学校の学区
市立小・中学校に通う場合、学区は以下の通りとなる。
| 番地 | 小学校           | 中学校           |
| ---- | ---------------- | ---------------- |
| 全域 | 前橋市立東小学校 | 前橋市立東中学校 |

## 交通

### 鉄道
鉄道駅はない。

### 道路
国道、県道ともに通っていない。

## 施設
- 前橋市立東中学校
- 光が丘公民館